# Barthel Thomas
Barthel Thomas (Keulen, 14 september 1929 – Bad Bodendorf, 23 oktober 2005) was een Duits voetballer en voetbalcoach. In Nederland was hij tussen 1962 en 1963 de hoofdtrainer van Roda JC. Hij was een jaar eerder al in beeld om hoofdtrainer te worden bij Roda Sport.

## Erelijst
1. FC Nürnberg
| Nationaal        |    |         |
| Regionalliga Süd | 1x | 1970/71 |